# Benjamin Atiabou
Benjamin Atiabou (Austria, 19 de enero de 2004) es un futbolista austríaco-marroquí que juega de defensa en el F. C. Liefering de la 2. Liga.

## Estadísticas

### Clubes
Actualizado al último partido disputado el 23 de febrero de 2024.
| Club                      | Div.          | Temporada     | Liga  | Liga  | Copas nacionales | Copas nacionales | Copas internacionales | Copas internacionales | Total | Total |
| Club                      | Div.          | Temporada     | Part. | Goles | Part.            | Goles            | Part.                 | Goles                 | Part. | Goles |
| ------------------------- | ------------- | ------------- | ----- | ----- | ---------------- | ---------------- | --------------------- | --------------------- | ----- | ----- |
| F. C. Liefering · Austria | 2.ª           | 2021-22       | 18    | 1     | —                | —                | —                     | —                     | 18    | 1     |
| F. C. Liefering · Austria | 2.ª           | 2022-23       | 6     | 1     | —                | —                | —                     | —                     | 6     | 1     |
| F. C. Liefering · Austria | 2.ª           | 2023-24       | 14    | 4     | —                | —                | —                     | —                     | 14    | 4     |
| F. C. Liefering · Austria | Total club    | Total club    | 38    | 6     | 0                | 0                | 0                     | 0                     | 38    | 6     |
| Total carrera             | Total carrera | Total carrera | 38    | 6     | 0                | 0                | 0                     | 0                     | 38    | 6     |